# Родна кућа Владе Аксентијевића
Кућа у којој се родио народни херој Влада Аксентијевић (1916 - 1942) се налази у Обреновцу.  Као родна кућа народног хероја Владе Аксентијевића има статус непокретног културног добра као споменик културе.